# Mega Man: The Power Battle
Mega Man: The Power Battle (Rockman: The Power Battle (ロックマン・ザ・パワーバトル) au Japon) est un jeu vidéo de combat développé et édité par Capcom en octobre 1995 sur borne d'arcade. C'est un jeu dérivé de la série Mega Man,,,,,.
Le jeu est réédité à partir de 2004 dans la compilation Mega Man: Anniversary Collection sortie sur GameCube, PlayStation 2, PlayStation 4, Xbox One, la Nintendo Switch et PC (Windows). Le jeu est réédité en 2004 sur PlayStation 2 dans la compilation Rockman: Power Battle Fighters regroupant Mega Man: The Power Battle et Mega Man 2: The Power Fighters, puis au Japon en janvier 2017 sur PlayStation 3 (PlayStation Network). Le jeu est réédité en 2006 sur PC (Windows), en téléchargement sur la plate-forme GameTap.
Mega Man: The Power Battle a connu une suite, Mega Man 2: The Power Fighters, également sortie en arcade en 1996 adaptée en jeu de combat de la même franchise. La bande-son du jeu est incluse dans une compilation intitulée Rockman Sound Box 2 et publiée au Japon le 17 décembre 2014 par Capcom, regroupant plusieurs CD de bandes-son de jeux de la franchise Mega Man. Le jeu est également adapté sur Neo-Geo Pocket Color en 2000 sous le titre Rockman Battle & Fighters.

## Trame
Une fois de plus, le Dr. Wily fait des siennes et c'est à Mega Man, Proto Man et même Bass d'arrêter le savant fou.

## Système de jeu
Mega Man: The Power Battle est un jeu de combat. À la différence des épisodes plus conventionnels de la série, Mega Man: The Power Battle se concentre exclusivement sur les duels contre les robots de Wily. Il en résulte ainsi un jeu hybride, à mi-chemin entre le beat'em all et le Mega Man traditionnel .À l'instar de la plupart des jeux d'arcade, Mega Man: The Power Battle peut se jouer à deux.
Le moteur graphique utilisé est visuellement similaire à celui de Mega Man 7 sur Super Nintendo. De ce fait, Capcom a repris les sprites des bosses de Mega Man 7 et de les adapter pour les duels. En revanche, les robots issus des jeux NES ont eu droit à une nouvelle apparence 16 bits.
Chaque personnage dispose de sa propre fin. Face aux multiples adversaires proposés, tous issus de la série classique, le joueur a accès à trois personnages : Mega Man, Proto Man et Bass. Comme dans tout bon Mega Man, le joueur peut récupérer les armes des robots vaincus et les utiliser pour faciliter sa progression.

## Adversaires

### Première série
Ces personnages sont issus de Mega Man et Mega Man 2 :
- Cut Man : Robot Master à la technique de combat simple mais aux cisailles-boomerang redoutables.
- Ice Man : Il crache des projectiles frigorifiques et peut générer des blizzards.
- Guts Man : Un robot-ouvrier qui, grâce à sa force, excelle aussi bien au lancer de rochers qu'au corps à corps.
- Wood Man : Il attaque avec des tourbillons de feuilles tranchantes et des roulades.
- Crash Man : Les explosifs sont son arme de prédilection, tout particulièrement en dernier recours.
- Heat man : Maître du feu, il se sert de son pouvoir aussi bien pour l'offensive que la défensive.
- Yellow Devil : Le monstre-puzzle en gélatine fait office de boss intermédiaire. Il peut prendre plusieurs formes.

### Deuxième série
Ces personnages sont issus de Mega Man 3 à Mega Man 6 :
- Magnet Man : Ce robot utilise des missiles magnétiques ainsi qu'un puissant champ d'attraction.
- Gemini Man : Il se dédouble et profite de la confusion pour canarder le héros.
- Dust Man : Ce robot-aspirateur tire des blocs de ferraille et cherche à vous aspirer.
- Napalm Man : Un robot doté d'un impressionnant arsenal de missiles et de grenades.
- Gyro Man : Un robot volant attaquant à coup d'hélices.
- Plant Man : Ce Robot Master utilise les plantes à son avantage tout au long du combat.
- Yellow Devil : Le combat est largement plus difficile que celui de la première série.

### Troisième série
Ces personnages sont issus de Mega Man 7
- Cloud Man : Ce robot fait la pluie et le beau temps en guise d'attaques.
- Slash Man : Agile et très rapide, ce robot-prédateur attaque avec de gigantesques griffes.
- Shade Man : En plus de ses ultra-sons destructeurs, ce robot-vampire n'hésite pas à mordre.
- Junk Man : Un tas de ferraille à ne pas sous-estimer.
- Freeze Man : Le froid et la glace sont ses armes.
- Turbo Man : Tel un Transformer, ce robot se transforme en puissant bolide de course.
- Robot-citrouille : Un char robotique armé de missiles et de puissants canons laser. Son point faible se situe dans sa bouche.

### Combat final
Quelle que soit la série choisie, le jeu se termine sur un combat en deux parties avec la machine du professeur Wily. Une fois la machine détruite, le savant fou tentera de s'enfuir dans une soucoupe volante et le joueur n'aura qu'un temps limité pour l'en empêcher.

## Portages
- CP System II : 1995
- GameCube, PlayStation 2, PlayStation 4, Xbox One, Nintendo Switch, PC (Windows) : 2004, dans la compilation Mega Man: Anniversary Collection
- PlayStation 2 : Rockman: Power Battle Fighters (2004) - compilation sur de Mega Man: The Power Battle et Mega Man 2: The Power Fighters, réédité au Japon en janvier 2017 sur PlayStation 3 (PlayStation Network)[9],[10].
- PC (Windows, GameTap) : 2006